# Кинг, Сиджу
Сиджу Кинг (дат. Seejou King; родился 14 апреля 1992 года, Видовре, Дания) — датский футболист гамбийского происхождения, защитник датского клуба «АБ Гладсаксе» (Копенгаген).

## Клубная карьера
Кинг — воспитанник клуба «Норшелланн». Он дебютировал в датской Суперлиге 16 июля 2011 года в матче против «Оденсе». В своём дебютном сезоне Сиджу стал чемпионом страны. В начале 2013 года для получения игровой практики Кинг был отдан в аренду в дубль лиссабонского «Спортинга». 10 февраля 2013 года в матче против «Ароки» он дебютировал в Сегунда лиге. 24 февраля 2013 года в поединке против «Фреамунде» Сиджу забил свой первый гол за дублёров. По окончании аренды «львы» выкупили трансфер игрока.
Летом 2016 года Кинг перешёл в «Авеш». В начале 2018 года вернулся в Данию, в клуб «Аварта». С сентября 2018 года Кинг - игрок клуба «АБ Гладсаксе» (Копенгаген).

## Достижения
Командные
 «Норшелланн»
- Чемпионат Дании по футболу — 2011/2012